# Basil Dearden
Basil Dearden (Reino Unido, 1 de janeiro de 1911 — Hillingdon, 23 de março de 1971) foi um cineasta inglês.